# Arctico-alpin
Un taxon arctico-alpin (ou arcto-alpin ou arctique-alpin) se caractérise par une distribution naturelle qui comprend les régions arctiques et plus au sud les chaînes de montagnes,  en particulier les Alpes.
La présence de taxons identiques ou similaires dans la toundra du Grand Nord et dans l'étage alpin de chaînes de montagnes élevées situées bien plus au sud témoigne de conditions environnementales similaires observées dans les deux situations. Les plantes arctico-alpines doivent,  par exemple,  être adaptées aux basses températures, aux températures extrêmes, aux vents forts et à la courte saison de croissance. Elles ont donc généralement une croissance faible et forment souvent des tapis ou des coussins permettant de réduire la perte d'eau par évapotranspiration.
On suppose que les organismes qui ont actuellement une distribution arctico-alpine étaient, pendant des périodes plus froides de l'histoire de la Terre (par exemple pendant les glaciations du Pléistocène), répandues dans les régions situées entre la région arctique et les Alpes. Cela est vérifié, par exemple, pour Dryas octopetala, à partir des restes de pollen fossile. Dans d'autres cas, la distribution disjointe peut être le résultat d'une dispersion à longue distance.

## Exemples d'espèces de plantes arctico-alpines
- Arabis alpina[1]
- Betula nana[3]
- Draba incana[3]
- Dryas octopetala[3],[4]
- Gagea serotina (syn. Lloydia serotina)[5]
- Loiseleuria procumbens[6]
- Micranthes stellaris[7]
- Oxyria digyna[3]
- Ranunculus glacialis[1]
- Salix herbacea[3]
- Saussurea alpina[3]
- Saxifraga oppositifolia[3]
- Silene acaulis[8]
- Thalictrum alpinum[3]
- Veronica alpina[1]